# Andrew Gregg
Pour les articles homonymes, voir Gregg.
Andrew Gregg (10 juin 1755 à Carlisle – 20 mai 1835 à Bellefonte) est un homme politique américain, représentant puis sénateur pour la Pennsylvanie au Congrès des États-Unis.